# Raión de Horodniá
Horodniá (en ucraniano: Городнянський район) fue un raión o distrito de Ucrania en el óblast de Chernígov. En la reforma territorial de 2020, su territorio fue incluido en el raión de Chernígov.
Comprendía una superficie de 1566 km².
La capital era la ciudad de Horodniá.

## Demografía
Según estimación 2010 contaba con una población total de 36349 habitantes.

## Otros datos
El código KOATUU es 7421400000. El código postal 15100 y el prefijo telefónico +380 4645.